# Jeroen Tel

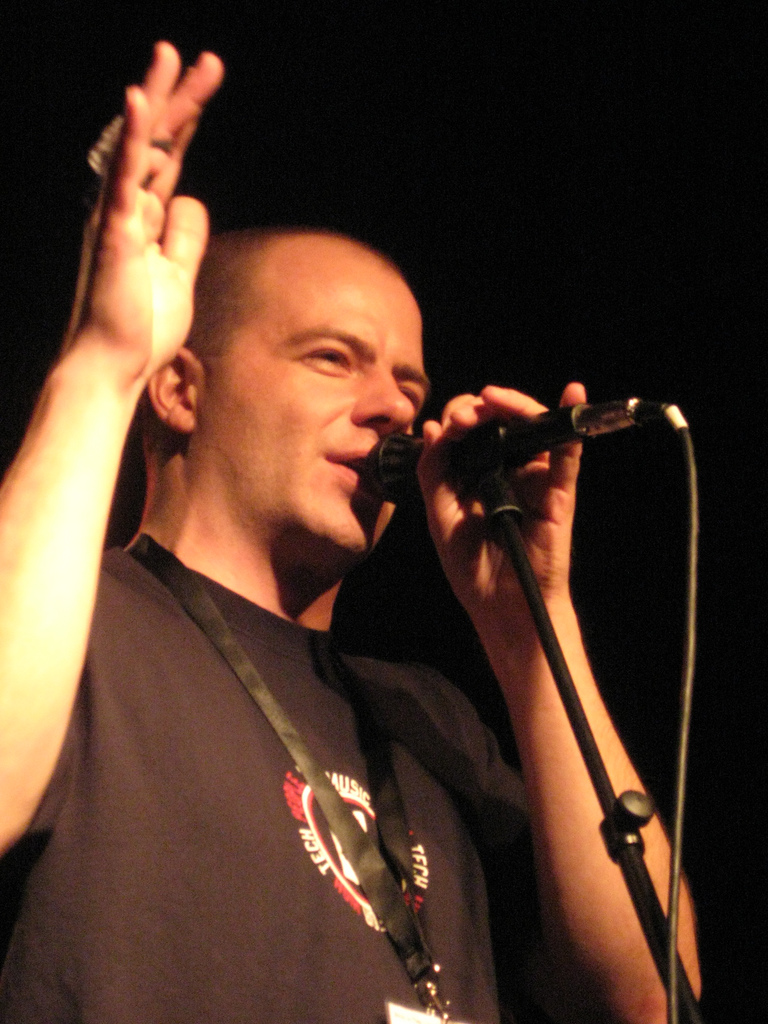
Jeroen Tel.

Jeroen Godfried Tel (también conocido como WAVE) (nacido el 19 de mayo de 1972) es un holandés conocido por las numerosas composiciones que escribió en los 80's y principios de los 90's para videojuegos de Commodore 64. Tel es miembro fundador del grupo de música de computadora Maniacs of Noise.
Sus más populares temas aparecen en los siguientes juegos de Commodore 64:
- Combat Crazy
- Cybernoid
- Cybernoid II
- Eliminator
- Hawkeye
- Lemmings (remakes de existentes canciones)
- Myth
- Nighthunter
- Robocop 3
- Rubicon (música del título)
- Supremacy
- Turbo Outrun
- Turrican

## Soundtracks compuestos y producidos por Jeroen Tel
- 2400 AD (C64)
- A-Team, The (Game Gear)
- A-Team, The (Sega Master System)
- Abyss, The (Mobile Game)
- After the War (C64)
- Afterburner (USA version) (C64)
- Agony (Amiga)
- Alien III (C64)
- Alien III (NES)
- Alien Scum (Mobile Game)
- Alloyrun (C64)
- ASML ESD Clean Training (WEB)
- Aspar Grand Prix (C64)
- Back to the Future III (C64)
- Bad Blood (C64)
- Battle Valley (C64)
- BeachKing Stunt Racer (PS2)
- BeachKing Stunt Racer (PC)
- Beauty and the Beast (NES)
- Big Brother (PC)
- Brabant Stad (Promo)
- Bram Stoker Dracula (Game Boy)
- Bram Stoker Dracula (Master System)
- Bram Stoker Dracula (NES)
- California Games II (Master System)
- California Games II (Game Gear)
- Casino (PC)
- Christmas Crisis (CD-i)
- Combat Crazy A.K.A. War Bringer (C64)
- Crimson's Mystery (Game Boy Color)
- Cybernoid (C64)
- Cybernoid II (C64)
- Dan Dare III (C64)
- David Bravo (Cartoon)
- Deadly Skies (3DO Interactive Multiplayer)
- DLO Research (TVP)
- Don Horn (PC)
- Drag race 2000 (ARC)
- EA Sports (JAKKS TV Game)
- Eliminator (C64)
- Empire (FM)
- ETV Leader (RL)
- F17 Tomcat (C64)
- F17 Tomcat (ARC)
- FACT (PC)
- Facts of Life (PCD)
- Family Games II: Junkfood Jive (CD-i)
- Flash, The (Master System)
- Flash, The (Game Gear)
- Flippo House (CDS)
- Football Manager(PC)
- Fortuna Mahjongg Deluxe (PC)
- Fruit Fantasies (Amiga)
- G.I. Hero (C64)
- Gaplus (C64)
- Geweldenaren van Ver (SHORT)
- Golden Axe (C64)
- Gold Rush Deluxe (PC)
- Gordon's Cinderella (PC)
- Hawkeye (C64)
- Hive, The (Mobile Game)
- Honey Switch Deluxe (PC)
- Hotrod (C64)
- House of Cards 2 Deluxe
- Hypnosis 1995 (PCD)
- Ice Age (C64)
- Invest (C64)
- Iron Lord (AMIGA)
- Iron Lord (C64)
- Janssen en Janssen (CDS)
- Johny Walker Morrhuhn Jagd (PC)
- Jule Shuffle (Juego en línea)
- Just Kidding (CD)
- Kinetix (C64)
- Knoop in je Zakdoek 1994, 95, 96, 97, (TVP)
- Lethal Weapon III (Master System)
- Lemmings (C64)
- Logitech Puzzle Game (PCD)
- Mercury (FML)
- Minerman (Mobile Game)
- Moorhuhn (PC)
- Moorhuhn 2 (PC)
- Mortal Kombat (JAKKS TV Game)
- Motors (PC)
- Myth (C64)
- Nanuk (PC)
- Navy Moves (C64)
- NBA Hangtime (Genesis)
- NBA Hangtime (SNES)
- Nicktoons Basketball (PC)
- Nighthunter (C64)
- Nintendo Starwing (TVC)
- NNCDROM (Business Presentation CDROM)
- North and South (C64)
- No-TV Visual Music No.2 (DVD)
- No Nonsense Consultancy (Web)
- Original Video Game Sound Effects (CD)
- Outrun 2 (C64)
- Outrun Europe (C64)
- Overlord (NES)
- Pocahontas (Genesis/SNES)
- Poodle-e-razor (PC)
- Poseidon: Planet Eleven (C64)
- Power Play (TVP)
- Raffzahn (PC)
- Rhino Rumble (PC)
- Rhino Rumble (Game Boy Color)
- RTL France (TVL)
- R-Xerox (TVC)
- Robocop III (C64)
- Robocop III (NES)
- Rubicon (C64)
- Ruflo Easyfloor (Animation)
- Savage (C64)
- Savage (C64)
- Slot Machine (Mobile Game)
- Smash TV (C64)
- Space Ranger - sound effects only(PC)
- Spark Media Arts Festival (Animation)
- Starball (C64)
- Starwing (TVC)
- Starwing (RC)
- Stork Aerospace F35 JSF (3D Animation)
- Stormlord (C64)
- Stormlord (Amiga)
- Stormlord II (C64)
- Super Monaco Grand Prix (C64)
- Supercash (Amiga)
- Supremacy (C64)
- Supremacy (Amiga)
- Suske en Wiske - De Roekeloze Ruimtereis
- Suske en Wiske - Het Geheim van de Farao
- Synthetic (AD)
- Technocop (NES)
- Teenage Mutant Ninja Turtles (AMIGA)
- Teenage Mutant Ninja Turtles (C64)
- TELEAC (TV, TVL, TVT, RP)
- Tetris 94 (C64)
- The Video Game Soundmakers (CD)
- Tin Tin on the Moon (C64)
- TMax (Pocket PC)
- Trivia Ultimate Challenge (C64)
- Turbo Outrun (Best Music ECTS Award) (C64)
- Video Game Soundmakers, The (CD)
- Vivid Video (CD)
- VIZ the Game (Amiga)
- VIZ the Game (C64)
- VIZ the Game (ST)
- Warlocked (Game Boy Color)
- W.A.R. (PC)
- Winter Gold (SNES)
- Z-Mess-House (CDS)
- ZYLOM Music Logo
- ZZPLANET (Animation)